# همسر شماره ۱
همسر شماره ۱ (به هندی: Biwi No.1) یا همسر بی‌نظیر فیلمی محصول سال ۱۹۹۹ و به کارگردانی دیوید دهاوان است. در این فیلم بازیگرانی همچون سلمان خان، آنیل کاپور، کاریسما کاپور، سوشمیتا سن، تابو، هیمانی شیوپوری، آمیتاب باچان، سیف علی خان ایفای نقش کرده‌اند.